# 联合市镇 (莱茵兰-普法尔茨州)
在德国莱茵兰-普法尔茨州，联合市镇（德語：Verbandsgemeinde，發音：[fɛɐˈbantsɡəˌmaɪ̯ndə] ⓘ）是在州内行政改革中地方政府为了公共利益而将同一县内的邻近市镇以法律形式组建的行政单位。作为市镇联合体，联合市镇具有与市镇和县相同的法律地位，这有利于集中并加强联合市镇下辖市镇（地方市镇、城市）的行政力量，从而不会使其舍去政治上的独立性。

## 职能与组成
与市镇相反，一定范围的职能并没有根据宪法分配给联合市镇，其实这主要是由法律决定的。依据莱茵兰-普法尔茨州的市镇自治法，并结合职能条例与过渡条例，其具有的职能包括：
- 依据学校法分配的相关职能
- 火灾防护与技术援助
- 市中心体育场，游乐设施和休闲设施的建设和维护
- 跨地方社会机构，特别是社会福利中心和老年人护理机构的建设和运营维持
- 供水
- 污水处理
- 水域开发与维护
- 土地利用规划

联合市镇以其下辖的市镇（独立的地方市镇或城市）的名义代表他们开展行政工作。此外，除非另有明确规定，联合市镇均以自己的名义负责完成分配给地方市镇或城市的政府工作。
联合市镇拥有自己选出的代表机构（联合市镇议会）和自己的行政机构（联合市镇行政处），并有一位市长专职担任行政主管。 联合市镇镇长也可以同时兼任地方市镇镇长。非联合城市和非联合市镇履行莱茵兰-普法尔茨州市镇自治法规定的联合市镇行政职能。
联合市镇下辖城市是具有“隶属于联合市镇的城市”地位的市镇。他们中的大多数是各自联合市镇的所在地和命名依据地。此外，联合市镇下辖的市镇称为地方市镇，地方市镇可以是联合市镇的行政中心。
在德国其他州，联合市镇具有类似的结构，不同的名称（如合镇或行政共同体），其中一部分还分配有其他职能。

## 历史

### 起点
1946年法国占领时期，在五个不同的历史发展而来的行政结构存在于州内的背景下，新建立的莱茵兰-普法尔茨州在市镇行政方面出现了以下几个起点：
- 科布伦茨和特里尔行政区：自1815年起属于普鲁士，1822年起成为莱茵省的一部分; 1845年7月23日的《莱茵省市镇自治法》，1856年5月15日的《莱茵河流域城市自治法》和1935年7月13日的《府自治法》依次扩充实施至1935年。1855年7月1日的《奥尔登堡公国市镇自治法》在比肯费尔德县实施至1937年。
- 蒙塔鲍尔行政区：自1868年起成为普鲁士黑森-拿骚省的一部分; 1897年8月4日的《黑森-拿骚乡镇自治法》和《城市自治法》实施至1935年。
- 莱茵黑森行政区：自1918年起属于黑森人民邦; 1931年7月10日的《黑森市镇自治法》实施至1935年。
- 普法尔茨行政区：自1816年起成为巴伐利亚莱茵行政圈(Rheinkreis)，后为普法尔茨（德语：Pfalz (Bayern)）; 1927年10月27日的《巴伐利亚市镇自治法》一直实施至彼时。

1935年1月30日，《德国市镇自治法》在全德统一施行。当时共有41条适用的市镇自治法條。
在市镇行政方面，从1946年起产生的地方和部分地区行政上的差异缘于1935年之前的市镇自治法。在科布伦茨和特里尔行政区，府行政机构仍然保持着以前的结构，集中管辖一些非常小的市镇，但市镇的自治依然保留。而在其他行政区的市镇，结构并非如此。莱茵兰-普法尔茨州于1948年9月27日为市镇制定了一项自治法，其中考虑了历史或地区上的差异。

### 1965至1974年间的职能改革与区域改革
20世纪60年代后半期开展了一项行政改革，1966年至1974年间，18项《莱茵兰-普法尔茨州行政简化法》逐步制定并实施。 除此之外，还有1968年7月16日的《对符合地方法的规定进行修改及准备市镇重组之州法》（Landesgesetz zur Änderung kommunalverfassungsrechtlicher Vorschriften und zur Vorbereitung der Neugliederung von Gemeinden）以及1968年10月1日的《联合市镇自治法》。1948年起实施的《府自治法》随着《联合市镇自治法》的生效而被废除。
随着联合市镇自治法取代早先的府自治法，联合市镇被设立为“市镇”，被赋予真正的自治职能。最初，这些联合市镇被以所谓“统一镇”的过渡形式建立。然而，它们很快就被作为除了市镇和县之外的永久性地方级行政类型接受，随后不再处于待商榷阶段。
联合市镇自治法于1974年3月17日再度废止，其中继续实施的的规定纳入《莱茵兰-普法尔茨州市镇自治法》第64至第73章。
下列随时间顺序出现的事件起因于联合市镇自治法：
- 当时的科布伦茨和特里尔行政区的132个府于1968年10月1日改为联合市镇。
- 当时的蒙塔鲍尔、普法尔茨和莱茵黑森行政区的县下辖市镇在1971年12月31日之前的“自愿阶段”得以组建联合市镇。一个联合市镇的居民基准量为7500人。

下列联合市镇于1971年12月21日之前的自愿阶段组建：阿尔滕兰、杜登霍芬、格林施塔特-兰、哈恩施泰滕、上施派尔、赫尔-格伦茨豪森、基希海姆博兰登、库瑟尔、兰施图尔、劳特雷肯、库艾希河畔奥芬巴赫、奥特巴赫、奥特贝格、拉姆施泰因-米森巴赫、兰斯巴赫-鲍姆巴赫，罗达尔本、舍嫩贝格-屈博尔贝格、瓦尔德莫尔、维尔格斯和沃尔夫施泰因。
- 在先前的蒙塔鲍尔行政区中，自愿阶段内未建成的联合市镇在《莱茵兰-普法尔茨州行政简化第十二州法》的基础上组建，而在1968年合并而成的莱茵黑森-普法尔茨行政区中，未建成的联合市镇则在《第十三州法》的基础上组建。 这两项法律于1972年3月1日通过，并于1972年4月22日生效。

在各种不同的行政简化法的框架内，区域变迁得以实施，例如联合市镇的合并或地方市镇的划并。
除了行政结构的建立外，各级地方政府的管辖权也发生了改变，其亦称为“职能改革”。 1972年2月24日的《第十一州法》将以前分配给各县的职能赋予联合市镇或非联合市镇。

### 2010年起的地方改革与行政改革
早在2006年，莱茵兰-普法尔茨州部长会议就通过了一项决议。该决议指出，改革涉及到三个主要问题：
- 履行公共职能的职责优化
- 工作流程优化
- 地方区域结构优化

2010年9月28日，《地方与行政改革第一州法》（Erstes Landesgesetz zur Kommunal- und Verwaltungsreform）颁布，其规定联合市镇应至少要有12,000名居民，而面积超过100平方公里和拥有超过15个地方市镇的联合市镇则可以低于此最低数量。
如果要自愿将非联合市镇或联合市镇划入另一个联合市镇，则划并前的非联合市镇的议会、划并前后的联合市镇的议会以及划并前后的联合市镇的地方市镇议会需要发布对自愿的区域变迁一致同意的决议。 
非联合市镇和联合市镇应与同一县内邻近的非联合市镇和联合市镇联合在一起。 此外，在特殊情况下，一个联合市镇的地方市镇可以划入其他若干联合市镇，一个联合市镇的地方市镇可与其他几个联合市镇的地方市镇组成新的联合市镇，一个从联合市镇划出的地方市镇可以划入另一个联合市镇。
在同样颁布于2010年9月28日的《地方及行政改革第二州法》 (Zweites Landesgesetz zur Kommunal- und Verwaltungsreform)中，联合市镇的自治职能得到如下补充： 
- 联合市镇可以将扶持有重要意义的跨地区经济和旅游的发展作为自治职能履行。